# Мамедова, Ясаман Нифталы кызы
Ясаман Нифталы кызы Мамедова (азерб. Yasəmən Niftalı qızı Məmmədova; 1924, Казахский уезд — 17 марта 2019, Акстафинский район) — советский азербайджанский хлопковод, Герой Социалистического Труда (1950).

## Биография
Родилась в 1924 году в селе Кырак Кесаман Казахского уезда Азербайджанской ССР (ныне село в Акстафинском районе).
С 1941 года — звеньевая колхоза «Искра» Акстафинского района, с 1958 года — председатель исполкома Еникендского сельского совета. В 1949 году получила урожай хлопка 74,3 центнера с гектара на площади 7 гектаров.
Указом Президиума Верховного Совета СССР от 12 июля 1950 года за получение высоких урожаев хлопка на поливных землях в 1949 году Мамедовой Ясаман Нифталы кызы присвоено звание Героя Социалистического Труда с вручением ордена Ленина и золотой медали «Серп и Молот».
Активно участвовал в общественной жизни Азербайджана. Член КПСС с 1944 года. Депутат Верховного Совета Азербайджанской ССР 3-го созыва.
С 2002 года — президентский пенсионер.
Скончалась 17 марта 2019 года в селе Ашагы Кесаман Акстафинского района.